# پتروفسکویه (شهرستان ایشیمبایسکی، باشقیرستان)
پتروفسکویه (انگلیسی: Petrovskoye, Ishimbaysky District, Republic of Bashkortostan) یک شهرک در شهرستان ایشیمبایسکی استان باشقیرستان کشور روسیه است.